# Тавричанка (Омская область)
Таврича́нка — село в Любинском районе Омской области. Административный центр Тавричанского сельского поселения.

## История
Основано в 1910 году. В 1928 году посёлок Таврический состоял из 85 хозяйств, основное население — русские. Центр Таврического сельсовета Любинского района Омского округа Сибирского края.

## Население
| 2010 |
| ---- |
| 425  |

## Улицы
| - ул. Молодёжная, - ул. Новая, - ул. Советская, - ул. Токовская, | - ул. Центральная, - ул. Школьная, - ул. Юбилейная. |